# Leszek Orlewicz
Leszek Orlewicz (ur. 23 listopada 1946 w Świdnicy, zm. 18 lutego 2020 w Łodzi) – polski kompozytor, realizator filmów dokumentalnych i naukowych, operator, reżyser, scenarzysta, kompozytor, wykładowca; profesor nadzw. doktor habilitowany sztuk filmowych; założyciel studia filmowego Taurus Film ITD. Absolwent Państwowej Wyższej Szkoły Filmowej, Telewizyjnej i Teatralnej im. Leona Schillera na Wydziale Operatorskim i Realizacji Telewizyjnej w Łodzi oraz Akademii Muzycznej w klasie Kompozycji i Dyrygentury w Łodzi. Autor muzyki do przeszło 100 filmów fabularnych, dokumentalnych i animowanych oraz ponad 30 sztuk teatralnych i telewizyjnych, oraz autor i realizator przeszło 80 filmów dokumentalnych i naukowych.

## Młodość
Zadebiutował w 1964 w Teatrze im. Stefana Jaracza w Łodzi, pisząc muzykę do sztuki Wassa Żeleznowa. W następnych latach pracował jako nauczyciel muzyki w szkole podstawowej i liceum. Studia muzyczne na Wydziale Kompozycji i Dyrygentury. Od 1972 prowadził zespoły muzyczne w łódzkich domach kultury oraz w Polskim Radiu i objął stanowisko Dyrektora Grupy Wokalnej A vista, współpracującej z Orkiestrą Polskiego Radia w Łodzi pod kier. Henryka Debicha. W tym okresie pisał i aranżował utwory wokalne i instrumentalne, przeznaczone na antenę radia i telewizji.

## Twórczość muzyczna
Na początku lat 70. założył zespół wokalno-muzyczny A vista, z którym w krótkim czasie stworzył ponad 100 piosenek nagranych i wyemitowanych w Polskim Radio, oraz wydrukowanych w gazetach w całej Polsce. Równolegle pisał muzykę teatralną; m.in. opracowania muzyczne do sztuk Wódko, wódeczko w Teatrze Ziemi Łódzkiej i Don Kichot wyzwolony Anatolija Łunaczarskiego, oraz balety Muza grecka i Święty ogień do libretta Romana Gorzelskiego.
W 1974 zadebiutował jako kompozytor muzyki filmowej przy filmach Ewolucja oraz Prognoza pogody w Wytwórni Filmów Animowanych SeMaFor, dla której w następnym roku skomponował oprawę muzyczną do 5 kolejnych produkcji. W 1976 rozpoczął współpracę z Wytwórnią Filmów Oświatowych, oraz rozpoczął pracę jako pianista, kompozytor i aranżer w warszawskim zespole Trojka, z którym w tym samym roku wystąpił 178 razy w Polsce i 60 razy w Niemczech, Szwecji, Austrii i Czechosłowacji. W lipcu 1976 zadebiutował w filmie fabularnym Latarnik – adaptacji noweli Henryka Sienkiewicza. Do roku 1986 napisał muzykę do ponad 45 kolejnych produkcji telewizyjnych i teatralnych (m.in. Oblęgorek Henryka Sienkiewicza, Detektywi na wakacjach, Kolędy stanu wojennego, Rycerze i rabusie, Formiści polscy), oraz 2 oratoria na wielką orkiestrę symfoniczną.
Pierwszą połowę roku 1986 spędził w Niemczech Zachodnich w Operze w Führt, gdzie pracował jako II dyrygent przy operach wagnerowskich. Wtedy też, zafascynowany malarstwem Pietera Bruegla rozpoczął pracę nad baletem zainspirowanym obrazem Ślepcy, który ostatecznie wystawił w roku 1988 w Stuttgarcie. Przez następne lata dalej tworzył muzykę na potrzeby filmu i teatru, skomponował również oprawę muzyczną do kilku reklam telewizyjnych. W 1995 roku jego 50-minutowy utwór pt. Jewish Rhapsody zdobył I miejsce na konkursie kompozytorskim rozpisanym przez Donau Ballett w Wiedniu z okazji 50-lecia holocaustu.
W następnych latach udźwiękowił 280 trzydziestominutowych odcinków programów telewizyjnych emitowanych w TVP oraz Telewizji Polsat, m.in. Idź na całość, Klub pana Rysia, Wehikuł czasu.

## Realizacje filmowe
W 1994 Leszek Orlewicz zainwestował w nieznany wówczas w Polsce system do nieliniowego montażu filmowego Avid Media Composer i założył studio filmowe Taurus Film Ltd. Pierwszą jego autorską produkcją był zrealizowany w 1995 film dokumentalno–dydaktyczny pt. Koń jaki jest... czyli arkana sztuki jeździeckiej dla Polskiego Związku Jeździeckiego. W tym samym roku Leszek Orlewicz zrealizował 2 filmy edukacyjne dla Instytutu Goethego w Berlinie: Deutsch in Action i 'eutsch für den Beruf. Przez następne 2 lata powiększył swój dorobek o kolejnych pięć filmów dokumentalnych oraz filmową adaptację sztuki Patricka Süskinda Dzieci z Dworca ZOO w reżyserii Wowo Bielickiego.
W 1998 zrealizował swój pierwszy cykl filmowy, traktujący o nowotworze piersi (wspólnie z Narodową Koalicją do Walki z Rakiem), oraz nagrodzony na 16 festiwalach filmowych telewizyjny film dokumentalny Pożegnanie z Julią (reżyseria, scenariusz, montaż). W roku 2000 ugruntował swoją pozycję w świecie filmu medycznego poprzez cykl czterech filmów popularnonaukowych opisujących problematykę nowotworu płuc, pt. Na śmierć i życie. Jednocześnie rozpoczął naukę w PWSFTviT w Łodzi na Wydziale Operatorskim (w 2002 obronił dyplom licencjata a w 2004 dyplom magistra) i zaczął samodzielnie realizować zdjęcia.
W 2001 nakręcił m.in. kolejny cykl filmów medycznych pt. Serce nie sługa, do współpracy przy którym zaprosił światowej sławy kardiochirurga, Zbigniewa Religę. Rok później zrealizował film dokumentalny dla I Programu TVP pt. Choreograf – pokazany w 15 krajach Europy film krytykujący działalność agencji i szkół modelek. Film przyniósł twórcy proces sądowy o pokazanie tytułowego Choreografa w złym świetle; sprawa ta jednak została umorzona po 2 latach.
Do roku 2006 Leszek Orlewicz zrealizował następne 12 filmów naukowych – m.in. Agape satanas czyli egzorcyści polscy (2002), Mężczyzna po pięćdziesiątce, czyli co z tą prostatą (2003), Czysta hipnoza (2004), Introwizje – Jerzy Skolimowski (2005) – oraz 2 teledyski. W 2006 otrzymał grant od Ministerstwa Nauki i Szkolnictwa Wyższego na cykl produkcji naukowych Filmowa encyklopedia nauki polskiej. W skład cyklu, realizowanego do roku 2011, weszło w sumie 36 filmów opisujących wykorzystanie nowoczesnych technologii w medycynie.
Od roku 2012 Leszek Orlewicz realizował kolejny współfinansowany przez Ministerstwo Nauki i Szkolnictwa Wyższego cykl naukowy pt. Filmowa Biblioteka Naukowa 3D – pierwszy w Polsce i na świecie cykl naukowy realizowany w technologii obrazu telewizyjnego 3D.

## Kariera naukowa
W latach 1995–2006 Leszek Orlewicz pracował w Bielskiej Wyższej Szkole Biznesu i Informatyki im. T. Tyszkiewicza, następnie do roku 2008 na Wydziale Animacji Komputerowej na Uniwersytecie Walijskim, jako wykładowca zagadnień dźwięku i muzyki filmowej. W latach 2009–2011 był wykładowcą zagadnień dźwięku i muzyki filmowej oraz propedeutyki filmu naukowego i dokumentalnego w Wyższej Szkole Sztuki i Projektowania w Łodzi. W 2011 objął posadę Kierownika Zakładu Filmu i Wizualizacji Komputerowych Politechniki Koszalińskiej, gdzie wykładał zarazem zagadnienia formy filmowej i zagadnienia muzyki i dźwięku w filmie na wydziałach Mechatroniki i Wzornictwa. Od roku 2012 pracował w Wyższej Szkole Technicznej w Katowicach pełniąc stanowisko Kierownika Katedry Reżyserii na Wydziale Mediów i Aktorstwa. Od 2015 r. profesor nadzwyczajny w Akademii Sztuk Pięknych w Łodzi i prof. nadzw. w PWSZ w Kaliszu.
W roku 2010 uzyskał dyplom doktora sztuki filmowej, nadany mu uchwałą Rady Wydziału Operatorskiego i Realizacji Telewizyjnej Państwowej Wyższej Szkoły Filmowej, Telewizyjnej i Teatralnej im. L. Schillera w Łodzi.
Pochowany na cmentarzu katolickim św. Wojciecha, ul. Kurczaki 81/85 w Łodzi (Kurczaki).

## Członkostwo w stowarzyszeniach
Leszek Orlewicz był członkiem Rotary Club Łódź, Związku Polskich Autorów i Kompozytorów, Polskiego Towarzystwa Muzyki Współczesnej, Stowarzyszenia Autorów ZAiKS oraz Gesellschaft Für Musikalische Aufführungs-und Mechanische Vervielfältigungsrechte GEMA.

## Filmografia

### Muzyka
- Ewolucja (1974)
- Prognoza Pogody (1974)
- Czy wiesz, co to jest (1975)
- Grzyby (1975)
- Porwanie kuli (1975)
- Poszukiwanie kuli (1975)
- Tryptyk marzeń (1976)
- Latarnik (1976)
- Oblęgorek Henryka Sienkiewicza (1976)
- Chemikolor (1977)
- 70 minut muzyki filmowej (1977)
- Serce serc (1977)
- Detektywi na wakacjach (1977)
- Ty pójdziesz górą (1978)
- Olga Poznańska (1978)
- Franciszek Kostrzewski (1978)
- Juliusz Kossak (1978)
- Tadeusz Makowski (1978)
- Epizod (1979)
- Korowód z morałem (1979)
- Smak Wody (1979)
- Pałac (1979)
- Noc czerwcowa (1980)
- Hamadria (1981)
- Rodzina Lubawinów (1981)
- Konrad Krzyżanowski (1981)
- Lilka (1981)
- Taniec rodzinny (1981)
- Pułapka (1981)
- Rower (serial: Ktoś i coś) (1982)
- Gry i zabawy (1982)
- Adam Rychtarski (1982)
- Ostrze na ostrze (1982)
- Krowa (serial: Ktoś i coś) (1982)
- Sanki (1983)
- Ostrze na ostrze cz.2 (1983)
- Janasowe Narodzenie (1983)
- Niedźwiedź (1983)
- Narty (1983)
- Wejście na Fudżijamę (1983)
- Rycerze i rabusie (1984)
- Piłka (serial: Ktoś i coś) (1984)
- Naturyści (1984)
- Dźwig (serial: Ktoś i coś) (1984)
- Gniazdo głuszca (1984)
- 40 lat w 400 sekund (1985)
- Pranie (serial: Ktoś i coś) (1985)
- Jerzy Zawiejski (1985)
- Formiści Polscy (1985)
- Bieg z przeszkodami (1985)
- Przykłady dobrej architektury (1987)
- Zapach ziemi (1987)
- Dom, który zbudował Jonatan Swift (1987)
- Taka śmieszna historyjka (1988)
- Jagiellonowie (1988)
- Kogo umyć (1988)
- Romeo i Julia z Saskiej Kępy (1988)
- Cylinder (1988)
- Zapomnieć o Herostratosie (1988)
- Wrocław 70 (1989)
- Bolesław Leśmian (1989)
- Ciężar horyzontu (1990)
- Zaczarowany ołówek (1990)
- Wiosenne szachrajstwa (1990)
- Opoczno (1991)
- Kainowe pole (1992)
- Der Weg zum Himmel (1992)
- Der Man mit den Bäumen (1992)
- Brama do raju (1993)
- Wiek atomu we wsi Grzmiąca (1993)
- Bo taka jest miłość (1993)
- Hotel Alhambra (1993)
- Msza Pucka (1994)
- Impresje izraelskie (1994)
- Dzielnica śmierci (1994)
- Ten bandycki świat 30-tych lat (1994)
- Deutsch In Action (1995)
- Gliniane ołtarze (1995)
- Lasy (1995)
- Pożegnanie z mniszką – pamiętnik leśniczego (1995)
- Gdzie jest Hosi (1995)

### Udźwiękowienie
- Klub pana Rysia (1995-2000)
- Okna (1996-1998)
- Idź na całość (2005-2007)
- Wehikuł czasu (1999-2004)
- Ptaki, ssaki i inne zwierzaki (2003-2006)

### Autorskie realizacje filmowe
- Koń jaki jest... czyli arkana sztuki jeździeckiej (1995)
- Deutsch in Action (1995)
- Deutsch für den Beruf (1995)
- Książ – Perła Śląska (1996)
- Palmiarnia w Łubiechowie (1996)
- Wesele świebodzickie (1996)
- Dzieci z dworca Zoo (1996)
- Bielsko–Biała – dwa miasta w jednym (1997)
- Gliniane ołtarze (1997)
- Piersi i erotyka (1998)
- Fizjologia piersi (1998)
- Jak rozwijają się piersi (1998)
- Karmienie piersią (1998)
- Pielęgnacja piersi (1998)
- Przerzuty i leczenie uzupełniające (1998)
- Pożegnanie z Julią (1998)
- I ty możesz być modelką (1999)
- Na śmierć i życie: Śmiertelny dymek (2000)
- Na śmierć i życie: Twoje płuca (2000)
- Na śmierć i życie: Światło w tunelu (2000)
- Na śmierć i życie: Radioterapia (2000)
- Za ciosem (2001)
- Cienie (2001)
- Powtórka z Kalwarii (2001)
- Serce nie sługa: Niewydolność serca (2001)
- Serce nie sługa: Żyj zdrowo (2001)
- Serce nie sługa: Rehabilitacja kardiologiczna (2001)
- Choreograf (2002)
- Serce nie sługa: Na otwartym sercu (2002)
- Serce nie sługa: Nadciśnienie tętnicze (2002)
- Agape Satanas czyli Egzorcyści Polscy (2002)
- Zapalenia wątroby i ich następstwa (2002)
- Czy pali się jeszcze czarownice (2003)
- Mężczyzna po pięćdziesiątce czyli co z tą prostatą (2003)
- Egzaminy, egzaminy (2003)
- Czysta hipnoza (2004)
- Western dla wszystkich (2004)
- Niewydolność serca – diagnostyka (2005)
- Introwizje – Jerzy Skolimowski (2005)
- Polimery w medycynie (2006)
- Medyczne lasery (2006)
- Radiologia w diagnostyce niewydolności serca (2006)
- Echokardiografia w kardiomiopatii rozstrzeniowej (2006)
- Koronarografia (2006)
- Kardiologia interwencyjna (2006)
- Ergospirometria (2006)
- Promienie życia – radioterapia w leczeniu raka płuca (2006)
- Radioterapia konformalna (2006)
- Brachyterapia w leczeniu raka gruczołu krokowego (2006)
- Diagnostyka i leczenie raka płuca (2006)
- Przyspieszacze liniowe w radioterapii raka piersi (2006)
- Widzieć dźwiękiem (2007)
- Scrining i samobadanie piersi (2008)
- Diagnostyka i leczenie raka piersi (2008)
- Termowizja w diagnostyce chorób onkologicznych (2008)
- Laser rubinowy w leczeniu chorób serca (2008)
- Laseroterapia w leczeniu choroby alkoholowej (2008)
- Technika i technologia medyczna XXI wieku w leczeniu zmian i dysfunkcji stawu kolanowego (2008)
- Ultrdźwięki w technice i chemii (2008)
- Fotodynamiczna terapia nowotworów (2008)
- Archeologia fotografii (2008)
- Historia zmieniła tu wszystko – zdjęcia (2008)
- Fotodziennik – czyli piosenka o końcu świata – zdjęcia (2008)
- Eugeniusz Haneman – fotograf Powstania Warszawskiego – zdjęcia (2008)
- Okolice fotografii – zdjęcia (2008)
- Fotografowałem w zasadzie wszystko – zdjęcia (2008)
- Interfejsy mózg – komputer – zdjęcia (2009)
- Laboratoriun na chipie (2009)
- Robin Heart (2010)
- Biologia molekularna – Kosmos w komórce (2010)
- Sztuczne serce (2010)
- Nanodiamenty w kosmosie (2010)
- Nanodiamenty w medycynie (2010)
- Videoendoskopia (2010)
- Apetyt na szczęście (2010)
- Wszyscy jesteśmy z tej samej ziemi (2010)
- Biocybernetyka w kardiologii inwazyjnej (2011)
- Elektronika w diagnostyce zawału serca (2011)
- Ostry zawał serca (2011)
- Fizyka jądrowa w diagnostyce serca (2011)
- Cholecystektomia (2011)
- Metoda Kochera (2011)
- Metoda video asysty (2011)
- Kolory muzyką malowane (2011)
- Czas przyszły dokonany (2011)
- Art of physics (2011)
- Na szczęście jest sztuka (2011)
- Ablacja – zabieg (2012)
- Ablacja w leczeniu zaburzeń rytmu serca (2012)
- Elektrostymulacja serca (2012)
- Implantacja dwujamowego rozrusznika serca (2012)
- Implantacja kardiowertera-defibrylatora (2012)
- Elektrokardiologia w niewydolności serca: Diagnostyka i leczenie (2012)
- Elektrokardiologia w niewydolności serca: Bradykardia, Tachykardia (2012)
- Elektrokardiologia w niewydolności serca: Tachycardiomiopatia (2012)
- Badanie USG serca: klasyczne i przezprzełykowe (2012)
- Zamknięciu ubytku ASD II w przegrodzie międzyprzedsionkowej (2012)
- Rehabilitacja kardiologiczna (2012)
- Próba wysiłkowa w rehabilitacji kardiologicznej (2012)
- Implantacja zastawki aortalnej (2013)
- Plastyka zastawki mitralnej (2013)
- Implantacja stymulatora dwujamowego metodą chirurgicznej preparacji żyły (2013)
- Implantacja trzyjamowego stymulatora serca z funkcją resynchronizacji (2013)
- CRT podwiązanie elektrod (2013)
- Pomosty aortalno-wieńcowe (2013)
- Pomostowanie-aortalno wieńcowe w chorobie niedokrwiennej serca (2013)
- Krioablacja – zabieg (2013)
- Niewydolność serca (2013)